# Presidentes de la Knéset
El Presidente de la Knéset (en hebreo: יוֹשֵׁב רֹאשׁ הַכְּנֶסֶת, Yoshev Rosh HaKnesset ) es el oficial que preside la Knesset, la cámara unicameral de la legislatura de Israel. El presidente o portavoz de la Knesset asume interinamente el cargo de Presidente de Israel cuando este está incapacitado. El actual portavoz es Yariv Levin de Likud. Hasta la fecha de hoy, Nahum Nir y Benny Gantz fueron los únicos presidentes de la Knesset que no pertenece al partido del gobierno, a pesar de que en dos ocasiones (Avraham Burg y Reuven Rivlin) el partido del portavoz (HaAvodá dentro de la alianza Un Israel y el Likud respectivamente) han perdido el poder durante su mandato.
Se espera que el presidente tenga una naturaleza no partidaria, aunque puede tomar lugar partido en el debate y tiene permitido votar.
El presidente es asistido por una serie de Vicepresidentes de la Knesset, usualmente 10. Los Vicepresidentes provienen de la amplia gama de partidos representados en la Knesset. Juntos, el Portavoz y los Vicepresidentes constituyen la Presidencia de la Knesset.
Yitzhak Shamir es hasta ahora el único presidente de la Knesset que fue también primer ministro de Israel. Dalia Itzik (de forma interina) y Reuven Rivlin fueron los únicos presidentes de la Knesset que fueron también presidentes de Israel.

## Lista de Presidentes de la Knesset[1]
| N.º                  | Retrato                      | Nombre                                                   | Partido político (Coalición electoral) | Término en el cargo     | Término en el cargo     | Legislatura (Knesset)                                |
| -------------------- | ---------------------------- | -------------------------------------------------------- | -------------------------------------- | ----------------------- | ----------------------- | ---------------------------------------------------- |
| 1                    |                              | Yosef Sprinzak יוֹסֵף שְׁפְּרִינְצָק (1885-1959)                  | Mapai                                  | 14 de febrero de 1949   | 28 de enero de 1959     | 1949 (1°) 1951 (2°) 1955 (3°)                        |
| 2                    |                              | Nahum Nir נַחוּם נִיר (1884-1968)                           | Ahdut HaAvodá                          | 28 de enero de 1959     | 30 de noviembre de 1959 | 1955 (3°)                                            |
| 3                    |                              | Kadish Luz קַדִּישׁ לוּז (1895–1972)                          | Mapai                                  | 30 de noviembre de 1959 | 12 de enero de 1966     | 1959 (4°) 1961 (5°) 1965 (6°)                        |
| 3                    | Mapai Alineamiento Laborista | Kadish Luz קַדִּישׁ לוּז (1895–1972)                          | 12 de enero de 1966                    | 23 de enero de 1968     |                         | 1959 (4°) 1961 (5°) 1965 (6°)                        |
|                      | HaAvodá                      | Kadish Luz קַדִּישׁ לוּז (1895–1972)                          | 23 de enero de 1968                    | 28 de enero de 1969     |                         | 1959 (4°) 1961 (5°) 1965 (6°)                        |
| HaAvodá Alineamiento | 28 de enero de 1969          | Kadish Luz קַדִּישׁ לוּז (1895–1972)                          | 17 de noviembre de 1969                |                         |                         | 1959 (4°) 1961 (5°) 1965 (6°)                        |
| 4                    |                              | Reuven Barkat רְאוּבֵן בַּרְקָת (1906-)                         | HaAvodá Alineamiento                   | 17 de noviembre de 1969 | 5 de abril de 1972      | 1969 (7°)                                            |
| 5                    |                              | Yisrael Yeshayahu Sharabi יִשְׂרָאֵל יְשַׁעְיָהוּ שַׁרְעַבִּי (1908-1979) | HaAvodá Alineamiento                   | 5 de abril de 1972      | 13 de junio de 1977     | 1969 (7°) 1973 (8°)                                  |
| 6                    |                              | Yitzhak Shamir יִצְחָק שָׁמִיר (1915-2012)                     | Likud                                  | 13 de junio de 1977     | 10 de marzo de 1980     | 1977 (9°)                                            |
| 7                    |                              | Yitzhak Berman יִצְחָק בֶּרְמָן (1913-2013)                     | Likud                                  | 10 de marzo de 1980     | 10 de julio de 1981     | 1977 (9°)                                            |
| 8                    |                              | Menachem Savidor מְנַחֵם סְבִידוֹר (1917-1988)                 | Likud                                  | 10 de julio de 1981     | 13 de agosto de 1984    | 1981 (10°)                                           |
| 9                    |                              | Shlomo Hillel שְׁלֹמֹה הִלֵּל (1923-2021)                       | HaAvodá Alineamiento                   | 13 de agosto de 1984    | 20 de noviembre de 1988 | 1984 (11°)                                           |
| 10                   |                              | Dov Shilansky דֹּב שִׁילֶנְסְקִי (1924-2010)                     | Likud                                  | 20 de noviembre de 1988 | 13 de julio de 1992     | 1988 (12°)                                           |
| 11                   |                              | Shevah Weiss שֶׁבַח וַיְס (1935-2023)                         | HaAvodá                                | 13 de julio de 1992     | 24 de junio de 1996     | 1992 (13°)                                           |
| 12                   |                              | Dan Tichon דָּן תִּיכוֹן (1937-)                              | Likud                                  | 24 de junio de 1996     | 7 de junio de 1999      | 1996 (14°)                                           |
| 13                   |                              | Avraham Burg אַבְרָהָם בּוּרְג (1955-)                          | Un Israel HaAvodá                      | 7 de junio de 1999      | 17 de febrero de 2003   | 1999 (15°)                                           |
| 14                   |                              | Reuven Rivlin רְאוּבֵן רִיבְלִין (1939-)                       | Likud                                  | 17 de febrero de 2003   | 4 de mayo de 2006       | 2003 (16°)                                           |
| 15                   |                              | Dalia Itzik דַּלְיָה אִיצִיק (1952-)                           | Kadima                                 | 4 de mayo de 2006       | 30 de marzo de 2009     | 2006 (17°)                                           |
| (14)                 |                              | Reuven Rivlin רְאוּבֵן רִיבְלִין (1939-)                       | Likud                                  | 30 de marzo de 2009     | 5 de febrero de 2013    | 2006 (18°)                                           |
| 16                   |                              | Yuli Edelstein יוּלִי־יוֹאֵל אֵדֶלְשְטֵיין (1958-)                | Likud                                  | 5 de febrero de 2013    | 25 de marzo de 2020     | 2013 (19°) 2015 (20°) 2019 (I) (21°) 2019 (II) (22°) |
| 17                   |                              | Benny Gantz בֵּנִי גַּנְץ (1959-)                              | Kajol Lavan                            | 25 de marzo de 2020     | 17 de mayo de 2020      | 2020 (23°)                                           |
| 18                   |                              | Yariv Levin יָרִיב גִּדְעוֹן לֵוִין (1969-)                      | Likud                                  | 17 de mayo de 2020      | 13 de junio de 2021     | 2020 (23°)                                           |
| 19                   |                              | Mickey Levy מִיקִי לֵוִי (1951-)                             | Yesh Atid                              | 13 de junio de 2021     | 13 de diciembre de 2022 | 2021 (24°)                                           |
| (18)                 |                              | Yariv Levin יָרִיב גִּדְעוֹן לֵוִין (1969-)                      | Likud                                  | 13 de diciembre de 2022 | 29 de diciembre de 2022 | 2022 (25°)                                           |
| 20                   |                              | Amir Ohana אָמִיר אוֹחָנָה (1976-)                            | Likud                                  | 29 de diciembre de 2022 | En el cargo             | 2022 (25°)                                           |